# Simone Richardson
Simone M. Richardson (nascida a 6 de maio de 1972) é uma diretora desportiva e política holandesa do VVD. Concorreu à eleição para a Câmara dos Representantes nas eleições gerais de 2021 e entrou no parlamento em 2022.

## Vida pessoal
Richardson encontra-se num relacionamento com Jan van Zanen.